# Championnats du monde de cyclisme urbain 2017
Navigation
2018

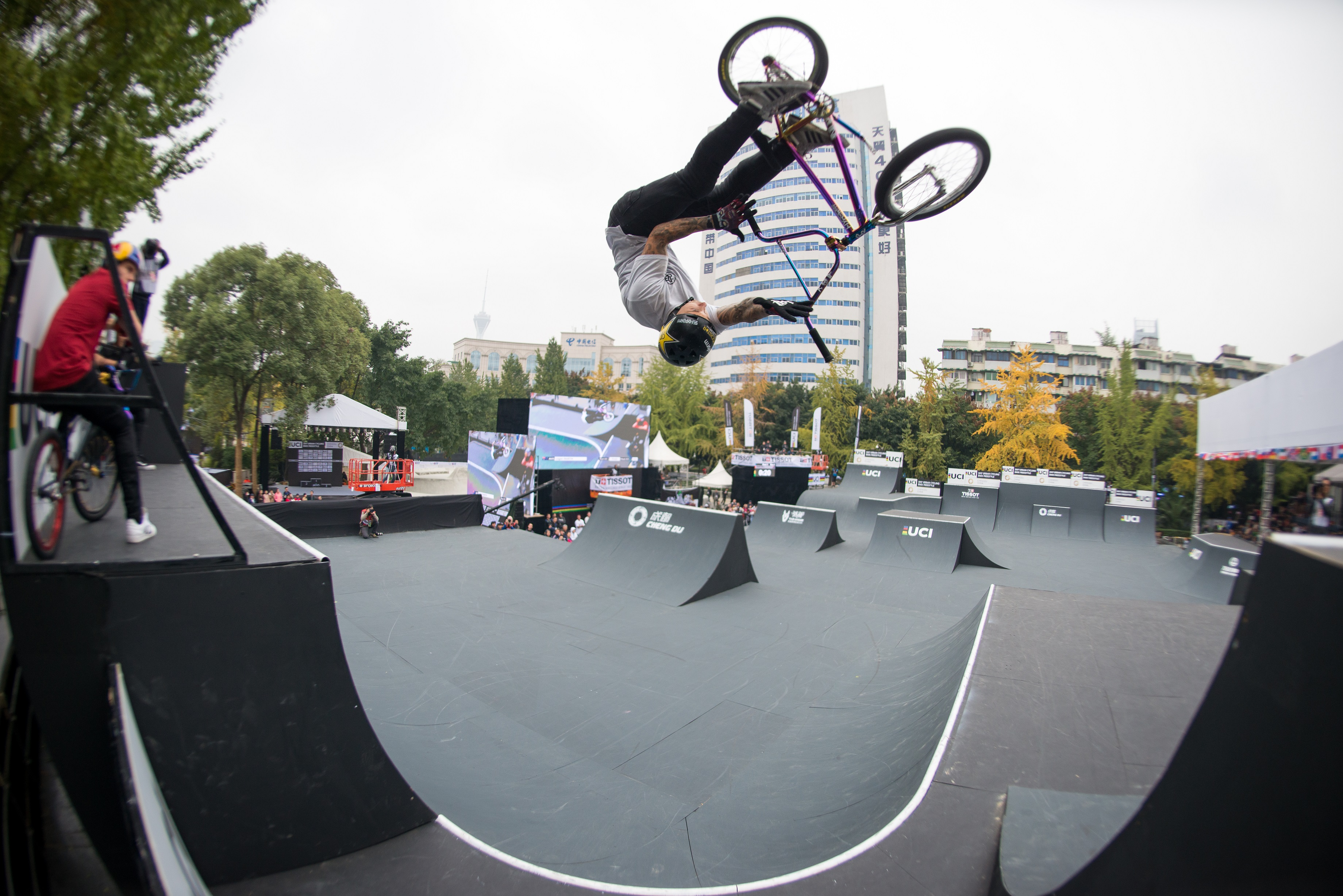
Logan Martin lors de l'épreuve de BMX freestyle des mondiaux.

Les championnats du monde de cyclisme urbain 2017 sont la première édition de ces championnats, organisés par l'Union cycliste internationale (UCI) et rassemblant trois disciplines : le trial, le cross-country éliminatoire et le BMX freestyle. Ils ont lieu à Chengdu, en Chine, du 8 au 12 novembre 2017.
En décembre 2016, l'UCI a signé un partenariat avec l'entreprise Wanda Sports pour l'organisation des trois premières éditions en Chine en 2017, 2018 et 2019.

## Podiums

### Cross-country éliminatoire
| Épreuves | Or                    | Argent            | Bronze          |
| -------- | --------------------- | ----------------- | --------------- |
| Hommes   | Titouan Perrin-Ganier | Simon Gegenheimer | Lorenzo Serres  |
| Femmes   | Kathrin Stirnemann    | Ella Holmegård    | Perrine Clauzel |

### Trial
| Épreuves                  | Or                                                                              | Argent                                                                                          | Bronze                                                                          |
| ------------------------- | ------------------------------------------------------------------------------- | ----------------------------------------------------------------------------------------------- | ------------------------------------------------------------------------------- |
| Hommes 26 pouces          | Jack Carthy                                                                     | Nicolas Vallée                                                                                  | Kenny Belaey                                                                    |
| Hommes 20 pouces          | Abel Mustieles                                                                  | Dominik Oswald                                                                                  | Ion Areitio                                                                     |
| Femmes                    | Nina Reichenbach                                                                | Nadine Kåmark                                                                                   | Irene Caminos                                                                   |
| Hommes, juniors 26 pouces | Nathan Charra                                                                   | Tomu Shiozaki                                                                                   | Noah Cardona                                                                    |
| Hommes, juniors 20 pouces | Alejandro Montalvo                                                              | Louis Grillon                                                                                   | Domenec Lladó                                                                   |
| Par équipes               | France Vincent Hermance Alex Rudeau Louis Grillon Noah Cardona Manon Basseville | Allemagne Raphael Zehentner Dominik Oswald Jonathan Sandritter Noah Sandritter Nina Reichenbach | Suisse Lucien Leiser Tom Blaser Romain Bellanger Christian Siegrist Debi Studer |

### BMX freestyle
| Épreuves | Or             | Argent        | Bronze        |
| -------- | -------------- | ------------- | ------------- |
| Hommes   | Logan Martin   | Alex Coleborn | Colton Walker |
| Femmes   | Hannah Roberts | Lara Lessmann | Angie Marino  |

## Tableau des médailles
| Rang | Nation          | Or | Argent | Bronze | Total |
| ---- | --------------- | -- | ------ | ------ | ----- |
| 1    | France          | 3  | 2      | 3      | 8     |
| 2    | Espagne         | 2  | 0      | 3      | 5     |
| 3    | Allemagne       | 1  | 4      | 0      | 5     |
| 4    | Grande-Bretagne | 1  | 1      | 0      | 2     |
| 5    | États-Unis      | 1  | 0      | 2      | 3     |
| 6    | Suisse          | 1  | 0      | 1      | 2     |
| 7    | Australie       | 1  | 0      | 0      | 1     |
| 8    | Suède           | 0  | 2      | 0      | 2     |
| 9    | Japon           | 0  | 1      | 0      | 1     |
| 10   | Belgique        | 0  | 0      | 1      | 1     |
|      | TOTAL           | 10 | 10     | 10     | 30    |